# Cottewitz
Cottewitz è una frazione del comune tedesco di Zeithain.